# Ubeidiya
`Ubeidiya, hébreu : עובידיה, arabe : العبيدية), situé à quelque 3 km au sud du lac de Tibériade, dans la vallée du Jourdain en Israël, est un site préhistorique du Pléistocène inférieur, daté d'environ 1,5 million d'années. Le site a été découvert en 1959 et fouillé entre 1960 et 1974, principalement sous la direction d'Ofer Bar-Yosef et de Naama Goren-Inbar. Il a livré des outils lithiques caractéristiques de l'industrie acheuléenne, constituant une trace des premières migrations d'Homo ergaster hors d'Afrique.

## Historique
Le site d'Ubeidiya fut découvert en mai 1959 près (400 m) du tell, au sud de la rivière Yavne'el (he), par un membre du kibboutz Afikim qui préparait le sol pour l'agriculture. Les fouilles sur le site débutèrent en 1960, conduites par Moshe Stekelis (en), assisté par le zoologue Georg Haas, les géologues Leo Picard (en) et Nachman Shulman, et plusieurs étudiants en archéologie parmi lesquels Ofer Bar-Yosef et Naama Goren-Inbar. Après la mort de Stekelis en 1967, Bar-Yosef et Goren-Inbar reprirent la direction des fouilles.

## Description du site
Ubeidiya est situé entre le village de Ménahamia et le kibboutz de Beit Zera, à un kilomètre au nord-ouest de Beit Zera. Les vestiges préhistoriques ont été trouvés au nord-ouest du tell.
Le site présente des surfaces rocheuses sur lesquelles vivait l'homme préhistorique du Pléistocène. À la suite de l'activité géologique, les roches se sont soulevées et présentent un pendage de 70 degrés dont le décapage systématique a permis de dégager de grandes zones d'habitat, adaptées selon les différentes couches au milieu lacustre ou deltaïque proche du lac de Tibériade et du Jourdain.
Quatre formations, alternativement marécageuses et fluviatiles, regroupées en deux cycles, chacune composée de plusieurs couches, ont été identifiées. L'analyse paléomagnétique montre que le site est antérieur à l'inversion Brunhes-Matuyama (781 ka). Il a sans doute été occupé de façon intermittente sur des durées relativement longues. Les vestiges de présence humaine ont été conservés sur des sols d'habitat aménagés au bord d'un ancien lac.
Sur le monticule se trouvait autrefois une ville fortifiée qui contrôlait le passage sur la route entre le plateau du Golan et le port d'Acre.

## Découvertes
Des vestiges préhistoriques furent mis au jour sur environ 60 niveaux de sols, composés d'ossements humains, de restes d'animaux et de plus de 10 000 outils de pierre.
Avec des bifaces rudimentaires on a trouvé des outils massifs, d'autres plus légers, en basalte, silex ou calcaire, adaptés pour certains à la chasse au gros gibier. La présence de galets aménagés semble indiquer que le site appartiendrait aux premiers stades de l'Acheuléen.
L'analyse des fossiles de paléofaune trouvés dans la même couche que les outils lithiques a permis de proposer une datation d'environ 1,5 million d'années
Les outils lithiques acheuléens d'Ubeidiya sont, avec ceux d'Attirampakkam en Inde, les plus anciens vestiges acheuléens découverts à ce jour hors d'Afrique.
Dans les mêmes niveaux stratigraphiques ont été trouvées des dents fossiles humaines très usées et difficiles à attribuer précisément, au-delà de leur appartenance à l'une des espèces humaines du Pléistocène inférieur. La localisation du site et l'époque concernée conduisent à les attribuer logiquement à Homo ergaster, considéré comme l'initiateur de l'Acheuléen en Afrique de l'Est il y a 1,76 million d'années.